# Gopparivier
De Gopparivier  (Goppajåkka/johka) is een rivier die stroomt in de Zweedse  gemeente Kiruna. De Gopparivier verzorgt de afwatering van onder meer het Luossameer en het Goppameer (1 km² groot). Ze stroomt langs de heuvel Goppagielas en schijnt op te lossen in een moeras, even later duikt ze weer op en stroomt naar de Birtimesrivier toe. Ze is ongeveer 12 kilometer lang.
Afwatering: Gopparivier → Birtimesrivier → (Vittangimeer) → Vittangirivier → Torne → Botnische Golf